# Ролан Дюма
Ролан Дюма (фр. Roland Dumas), (1922—2024), французький громадсько-політичний діяч, дипломат.

## Біографія
Народився 23 серпня 1922 року в місті Лімож, Франція.
Під час фашистської окупації Франції, був активним учасником руху опору.
З 1945 — працював журналістом, адвокатом, юридичним консультантом відомих діячів Опору, учасник низки великих політичних процесів.
Тричі обирався депутатом Національних зборів від Французької соціалістичної партії.
З 1981 по 1984 — політичний радник Президента Франції Франсуа Міттерана.
З 1983 по 1984 — міністр у європейських справах Франції.
З 1984 по 1986 — міністр зовнішніх зносин Франції в кабінеті Лорана Фабіуса.
З 1988 по 1993 — міністр закордонних справ Франції в кабінетах Мішеля Рокара, Едіта Крессона та П'єра Береговуа.
З 1995 по 2000 — президент Конституційного Суду Франції.
У 2000 — звинувачений у корупції та засуджений до 6-ти місяців ув'язнення.
У 2003 — апеляційний суд Франції скасував вирок.